# 근접격
문법에서, 근접격(영어:adessive case, 축약 ADE; 라틴어 adesse "현재의”: ad "-에" + esse "-이다"의 합성어에서 유래) 은 근접한 위치를 나타낸다. 이 용어는 우랄어족언어들애 대한 연구에서 가장 자주 사용된다. 핀란드어, 에스토니아어, 헝가리어와 같은 우랄어족 언어들에서 이 격은 “-위에”라는 기본의미를 가지며 네 번째 위치격에 속한다.
에스토니아어 laual “상 (床) 위에”, 헝가리어 asztalnál “상 (床) 에”
이 격은 핀란드어의 도구격으로도 쓰인다.
핀란드어에서 근접격은 -lla/-llä를 통해 실현된다.
pöydällä “상 (床) 위에”
또한 이 격은 “장소 근처”를 표시할 수도 있다.
koululla “운동장을 포함한 학교 안에”
이는 재내격 koulussa “학교 밖에”와 대조된다.
에스토니아어에서는 속격에 -l 접미사를 더 붙여 근접격을 나타낸다.
laud (식탁) - laual (식탁 위에).
“-위에”라는 의미에 기초하여, 이 격은 소유를 나타내는 데도 사용된다.
"mehel on auto" means "그 남자는 차가 있다".
우랄어족 언어들에는 “가지다”의 뜻을 가진 동사가 없고, 대신 주어의 근접격에 on을 더해서 나타낸다.
minulla on "내가 가지고 있다", 직역하면 "내게 있다")
핀란드어, 에스토니아어, 헝가리어의 다른 위치격들은 다음과 같다.
- Inessive case ("in")
- Elative case ("out of")
- Illative case ("into")
- Allative case ("onto")
- Ablative case ("off")
- Superessive case ("on top of, or on the surface of")

## 핀란드어
핀란드어의 근접격은 모음조화에 따라 명사와 관련된 형용사에 붙는 접미사 -lla나 -llä로 실현된다.
이 격은 다음과 같이 사용된다.
- 지표 혹은 다른 물체 위에 정지하여 있음을 나타냄 the static state of being on the surface of something.

kynä on pöydällä 펜이 상 위에 있다
- 동사 olla (되다)와 함께 소유를 나타냄

Meillä on koira  우리는 개가 있다 ('우리의 소유 위에 개가 있다')
- 도구로의 사용을 나타냄

Hän meni Helsinkiin junalla  그는 열차로 핼싱키에 갔다. 
Hän osti sen eurolla 그는 1유로에 그것을 샀다. 
- 사건이 일어난 시간을 나타냄

aamulla  아침에 keväällä 봄이
- 인접한 공간과 시간을 나타냄(더 가까운 근사격은 재내격임)

poikani on koululla  내 아들은 학교에 있다 (c.f. 재내격: poikani on koulussa 내 아들은 학교 안에 있다)
hän on ruokatunnilla 그는 점심을 먹고 있다 - 직역하면 “점심 시간에 있다”
- 분위기를 나타냄

Janne oli huonolla tuulella   Janne는 기분이 좋지 않았다. 

## 비우랄어족 언어들
근접격이 있는 다른 언어들로는 리투아니아어 및 레즈기아어, 훈지브어, 고대 및 현대 오세틱어와 같은 북동캅카스어족 언어들이 있다.

## 추가 문헌
1. ↑  핀란드어와 달리 헝거리어의 근접격은 “위에”의 의미가 없다
2. ↑  우랄어족의 영향일 가능성이 있다.
3. ↑    - Haspelmath, M. (1993). A grammar of Lezgian. (Mouton grammar library; 9). Berlin & New York: Mouton de Gruyter. – ISBN 3-11-013735-6, p. 2
4. ↑  Berg, Helma van den, A Grammar of Hunzib (with Texts and Lexicon) (Lincom Europa, München 1995) ISBN 3-89586-006-9, pp. 44–49.
5. ↑    - Kim, Ronald. "On the Historical Phonology of Ossetic." Journal of the American Oriental Society, Vol. 123, No. 1. (Jan.-Mar.,2003), p. 44.

- Karlsson, Fred (2018). 《Finnish - A Comprehensive Grammar》. London and New York: Routledge. ISBN 978-1-138-82104-0.
- Anhava, Jaakko (2015). “Criteria For Case Forms in Finnish and Hungarian Grammars”. 《journal.fi》. Helsinki: Finnish Scholarly Journals Online.